# 306

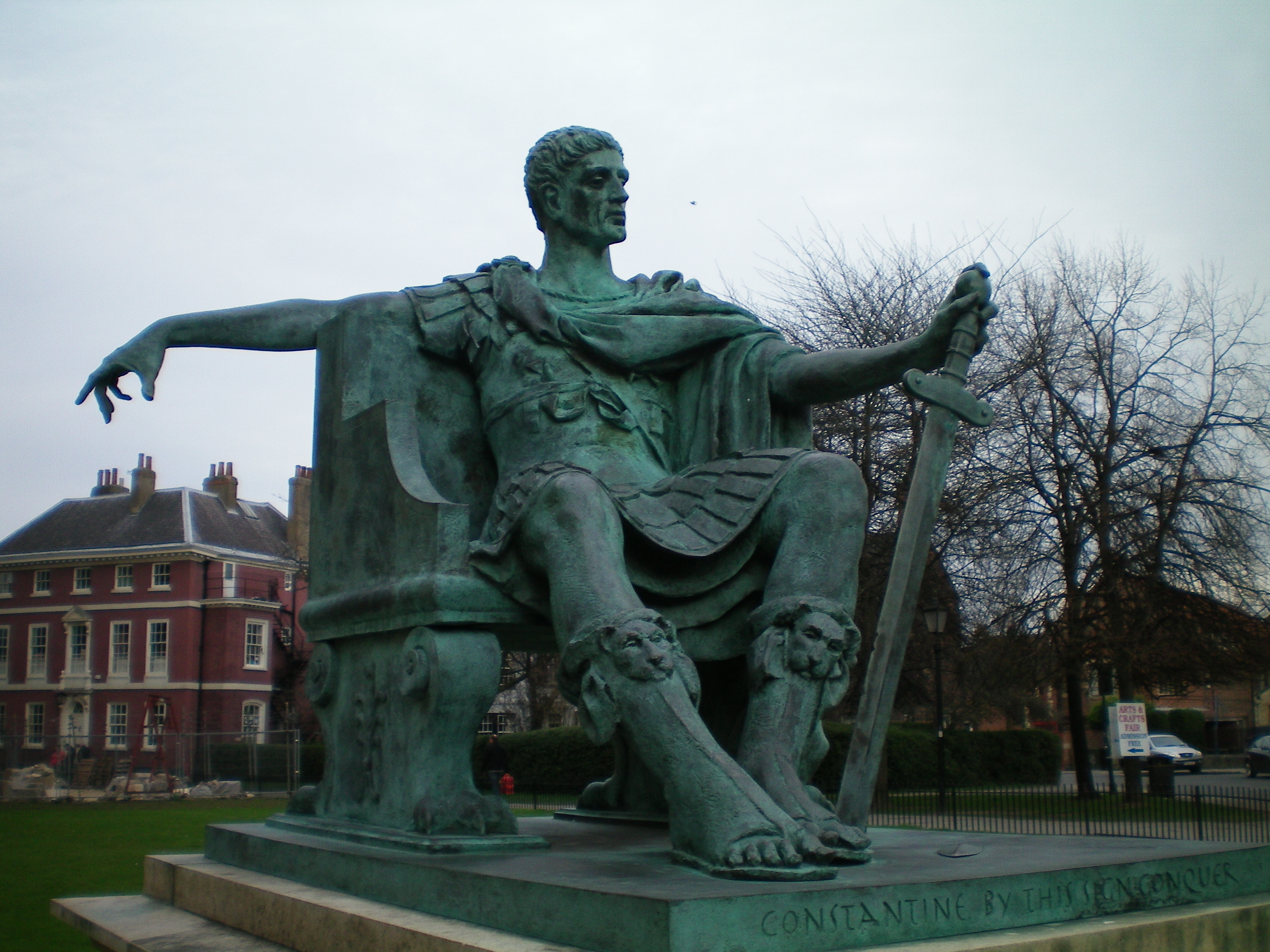
Constantijn de Grote (York)

Het jaar 306 is het 6e jaar in de 4e eeuw volgens de christelijke jaartelling.

## Gebeurtenissen

### Brittannië
- 25 juli - Constantius I "Chlorus" sterft in Eboracum (huidige York) tijdens een veldtocht tegen de Picten en Schotten. Zijn zoon, de 26-jarige Constantijn de Grote, wordt door zijn troepen tot Augustus uitgeroepen.

### Europa
- Keizer Galerius benoemt Severus II tot medekeizer van het Westelijke Romeinse Rijk. Om een burgeroorlog te voorkomen, verleent hij Constantijn I de eretitel van Caesar.
- in Spanje wordt de Synode van Elvira gehouden. Het is de eerste synode die het celibaat oplegt voor geestelijken.

### Italië
- 28 oktober - In Rome roept Maxentius zich tot keizer uit, met de steun van de pretoriaanse garde. Door de economische crisis sluiten Africa, Corsica, Sardinië en Sicilië een alliantie tegen Galerius.
- Galerius stuurt Severus II naar Rome om de usurpator Maxentius te bestrijden, deze koopt echter het Romeinse leger om en Severus vlucht naar Ravenna.
- De Thermen van Diocletianus worden voltooid.

### China
- Einde van de Oorlog van de Acht Prinsen: In Noord-China wordt de bevolking verdreven door terreur en oorlogsgeweld. Vele leden van de familie Sima worden vermoord.

### Religie
- De Synode van Elvira stelt het celibaat verplicht voor paus en bisschoppen.

## Geboren
- Efrem de Syriër, Syrisch dichter en kerkleraar (waarschijnlijke datum)

## Overleden
- Asclepiodotus, prefect van de pretoriaanse garde
- 25 juli - Constantius I Chlorus (56), keizer van het Romeinse Rijk
- Andere heiligen die de marteldood sterven (waarschijnlijke datum):
  - Barbara van Nicomedië
  - Cyrenia
  - Demetrius van Thessaloniki
  - Theodorus Tiro
  - Timotheus van Rome